# Rod Carew
Rodney Cline „Rod“ Carew (* 1. Oktober 1945 in Gatun, Panama) ist ein ehemaliger Baseballspieler aus Panama in der Major League Baseball (MLB).

## Leben
Rod Carew wanderte im Alter von 16 Jahren aus Panama mit seiner Familie nach New York City aus. Dort lebte er in der Nähe des Yankee Stadiums und den ehemaligen Polo Grounds. Seine professionelle Baseballkarriere begann er als Second Baseman bei den Minnesota Twins am 11. April 1967. Gleich in seinem ersten Profijahr wurde er als All Star der American League nominiert, der siebzehn weitere aufeinanderfolgende Berufungen folgen sollten. Zudem erhielt er den Titel Rookie of the Year. Siebenmal konnte er in seiner Karriere den Titel des besten Schlagmanns gewinnen. Der erste Erfolg in dieser Kategorie gelang ihm 1969. Von 1972 bis 1975 konnte er diese Kategorie viermal in Folge für sich entscheiden, etwas, das vor ihm nur Ty Cobb gelungen war. 1976 wechselte er auf die Position des First Baseman, um seine Karriere zu verlängern. Auch hier war er kurz vor dem Gewinn des batting title, musste sich aber am letzten Tag der Saison George Brett von den Kansas City Royals geschlagen geben. 1977 führte er die American League mit einem Schlagdurchschnitt von 38,8 % an, die zweitbeste Marke seit Ted Williams 1941 mit 40,6 % als bis heute letzter Spieler die magische Marke von 40v% übertraf. In diesem Jahr gewann er auch den Titel des MVP der AL.
1979 wechselte Carew zu den California Angels, da die Minnesota Twins ihre hoffnungsvollen Nachwuchstalente nicht halten konnten und nicht um den Titel mitspielen konnten. Auch die New York Yankees und die San Francisco Giants hatten sich um seine Dienste bemüht. Mit den Angels erreichte er erstmals seit 1970 wieder die Play-offs. Wie bereits 1969 und 1970 mit den Twins unterlag er nun auch mit seinem neuen Club in der American League Championship Series gegen die Baltimore Orioles. Seinen letzten Auftritt in der ALCS hatte er 1982, als die Angels den Milwaukee Brewers in fünf Spielen unterlagen. Das letzte Spiel in der Major League bestritt Carew am 5. Oktober 1985. 3053 Basehits und ein Schlagdurchschnitt von 32,8 %. 1991 in seinem ersten möglichen Wahljahr wurde er in die Baseball Hall of Fame gewählt.
Nach seiner Baseballspielerkarriere arbeitete er als Hitting Coach bei den Angels und den Brewers. Am 19. Januar 2004 wurde das Nationalstadion in Panama in Estadio Nacional Rod Carew umbenannt.